# Aichi D3A

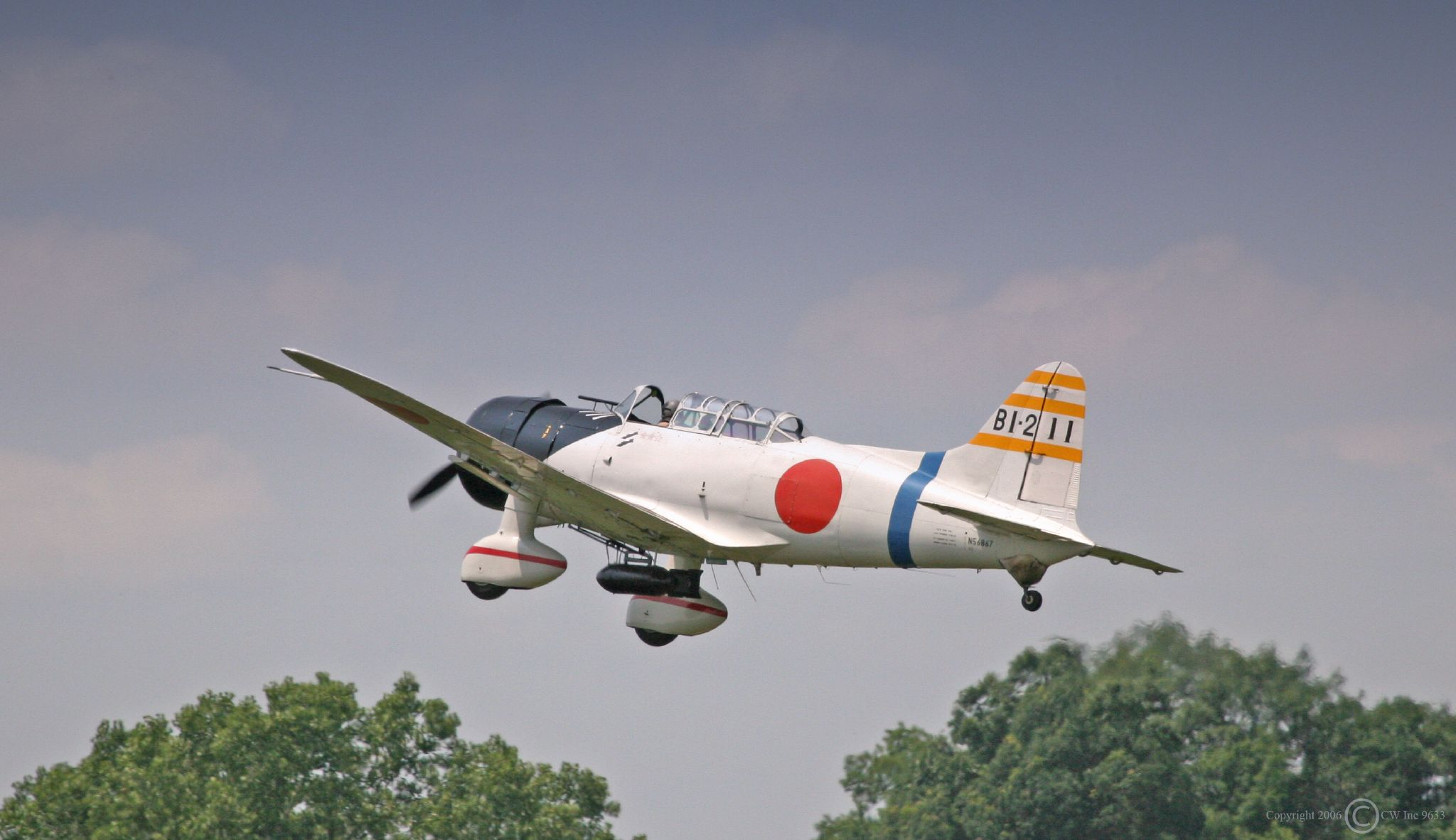
réplica de Aichi D3A Tora! Tora! Tora!

O Aichi D3A foi um avião utilizado durante a Segunda Guerra Mundial pelo Império Japonês, sendo mais tarde no final da guerra utilizado em ataques kamikazes.
Era um bombardeiro de mergulho leve e altamente eficiente e após descarregar suas bombas e, inclusive podendo enfrentar os caças americanos no início da Guerra do Pacífico. O modelo D3A foi considerado inadequado logo em 1940 e já era considerado obsoleto no ataque a Pearl Harbor, em 1941. Com a entrada do avião Yokosuka D4Y, os aviões da D3A deixaram de ser utilizados em porta-aviões, para serem usados em terra.
Com o decorrer da guerra o D3A foi ficando ultrapassado pois tinha trem de pouso fixo e um motor não muito eficiente, o que deixava o D3A de ser a preferencia dos pilotos japoneses. Como o Ju 87 alemão, seu maior problema era a velocidade, recebendo assim um motor mais potente, porém consumia mais combustível e assim recebeu também tanques adicionais, porém os tanques adicionais faziam o avião ficar mais pesado e assim reduziu-se a capacidade de levar equipamentos/bombas a maiores distâncias.
O Aichi D3A foi o principal bombardeiro de mergulho do Japão no começo da guerra, e foi projetado para substituir o biplano Aichi D1A. O D3A possuía asas desenhadas em formas elípticas utilizadas anteriormente pelos alemão He 70.

## Especificações (D3A1)
Características gerais
- Tripulação: 2 (piloto e artilheiro)
- Comprimento: 10,2 m (33 ft)
- Envergadura: 14,37 m (47 ft)
- Altura: 3,85 m (12 ft)
- Área da asa: 34,9 m² (375,6 ft²)
- Peso vazio: 2,408 kg (5.309 lb)
- Max. peso de decolagem: 3,650 kg (8.047 lb)
- Motorização: 1 × Motor radial de 14 cilindros refrigerado à água Mitsubishi Kinsei 44, de 1.070 hp (798 kW)

Performance
- Velocidade máxima : 389 km/h (205 kn, 242 mph)
- Alcance operacional: 1,472 km (795 milhas náuticas, 915 milhas)
- Teto de serviço: 9,300 m (30.500 pés)

Armamento
- 2 × Metralhadoras Type 97 de 7,7 mm (frontal)
- 1 × Metralhadora Type 92 de 7,7 mm (traseira, artilheiro)
- 1 × Bomba de 250 kg (551 lb) ou 2 × bombas de 60 kg (132 lb)

## Especificações (D3A2)
Características gerais
- Tripulação: 2 (piloto e artilheiro)
- Comprimento: 10,2 m (33 ft)
- Envergadura: 14,37 m (47 ft)
- Altura: 3,85 m (12 ft)
- Área da asa: 34,9 m² (375,6 ft²)
- Peso vazio: 2,570 kg (5.666 lb)
- Max. peso de decolagem: 4,122 kg (9.100 lb)
- Motorização: 1 × Motor radial de 14 cilindros refrigerado à água Mitsubishi Kinsei 54, de 1.300 hp (969 kW)

Performance
- Velocidade máxima : 430 km/h (232 kn, 267 mph)
- Alcance operacional: 1,352 km (730 milhas náuticas, 840 milhas)
- Teto de serviço: 9,300 m (30.500 pés)

Armamento
- 2 × Metralhadoras Type 97 de 7,7 mm (frontal)
- 1 × Metralhadora Type 92 de 7,7 mm (traseira, artilheiro)
- 1 × Bomba de 250 kg (551 lb) ou 2 × bombas de 60 kg (132 lb)